# Szczawin Kościelny (gmina)
Pour les articles homonymes, voir Szczawin Kościelny.
Szczawin Kościelny est une gmina rurale (gmina wiejska) du powiat de Gostynin, dans la Voïvodie de Mazovie, dans le centre-est de la Pologne.
Son siège administratif est le village de Szczawin Kościelny, qui se trouve à 29 kilomètres à l'est de Gostynin, siège de la powiat et 79 kilomètres à l'ouest de Varsovie, capitale de la Pologne.
La gmina couvre une superficie de 127,14 km2 pour une population de 5 181 habitants en 2006.

## Histoire
De 1975 à 1998, la gmina est attachée administrativement à la voïvodie de Płock. Depuis 1999, elle fait partie de la voïvodie de Mazovie.

## Géographie

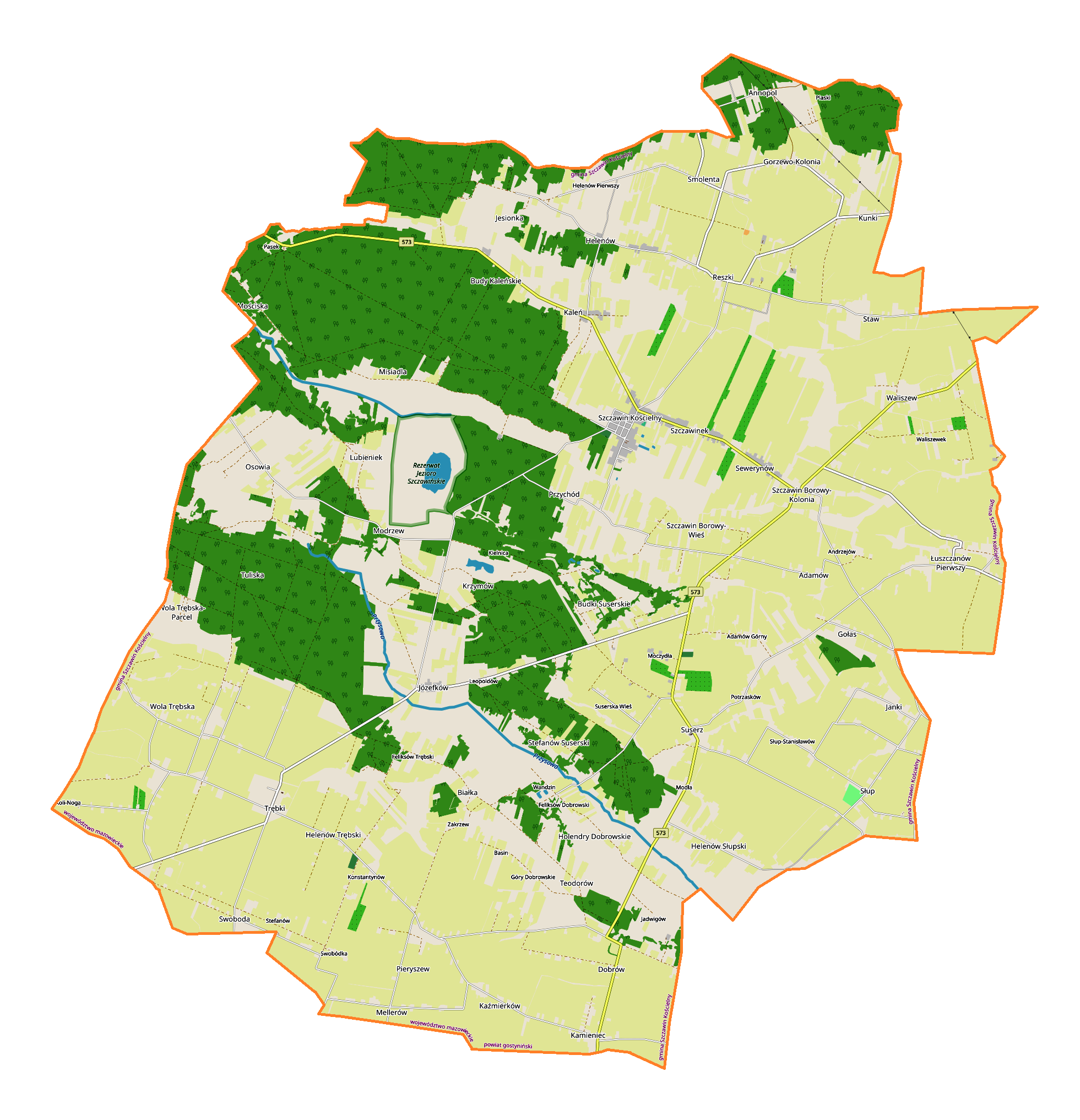
Plan de la gmina.

La gmina inclut les villages et localités suivantes :
- Adamów
- Annopol
- Białka
- Budki Suserskie
- Budy Kaleńskie
- Dobrów
- Gołas
- Gorzewo-Kolonia
- Helenów
- Helenów Słupski
- Helenów Trębski
- Holendry Dobrowskie
- Janki
- Jesionka
- Józefków
- Kaleń
- Kamieniec
- Krzymów
- Kunki
- Lubieniek
- Mellerów
- Misiadla
- Modrzew
- Mościska
- Osowia
- Pieryszew
- Przychód
- Reszki
- Sewerynów
- Słup
- Smolenta
- Staw
- Stefanów Suserski
- Suserz
- Swoboda
- Szczawin Borowy-Kolonia
- Szczawin Borowy-Wieś
- Szczawin Kościelny
- Szczawinek
- Teodorów
- Trębki
- Tuliska
- Waliszew
- Witoldów
- Wola Trębska
- Wola Trębska-Parcel

### Gminy voisines
La gmina de Szczawin Kościelny est voisine des gminy suivantes :
- Gąbin
- Gostynin
- Łąck
- Oporów
- Pacyna
- Strzelce

## Démographie
Données du 31 décembre 2012 :
| description        | Total  | Total | Femmes | Femmes | Hommes | Hommes |
| ------------------ | ------ | ----- | ------ | ------ | ------ | ------ |
| Unité              | Nombre | %     | Nombre | %      | Nombre | %      |
| population         | 5 092  | 100   | 2 561  | 50,3   | 2 531  | 49,7   |
| Densité (hab./km²) | 40,05  | 40,05 | 20,14  | 20,14  | 19,90  | 19,90  |